# Steczkowscy

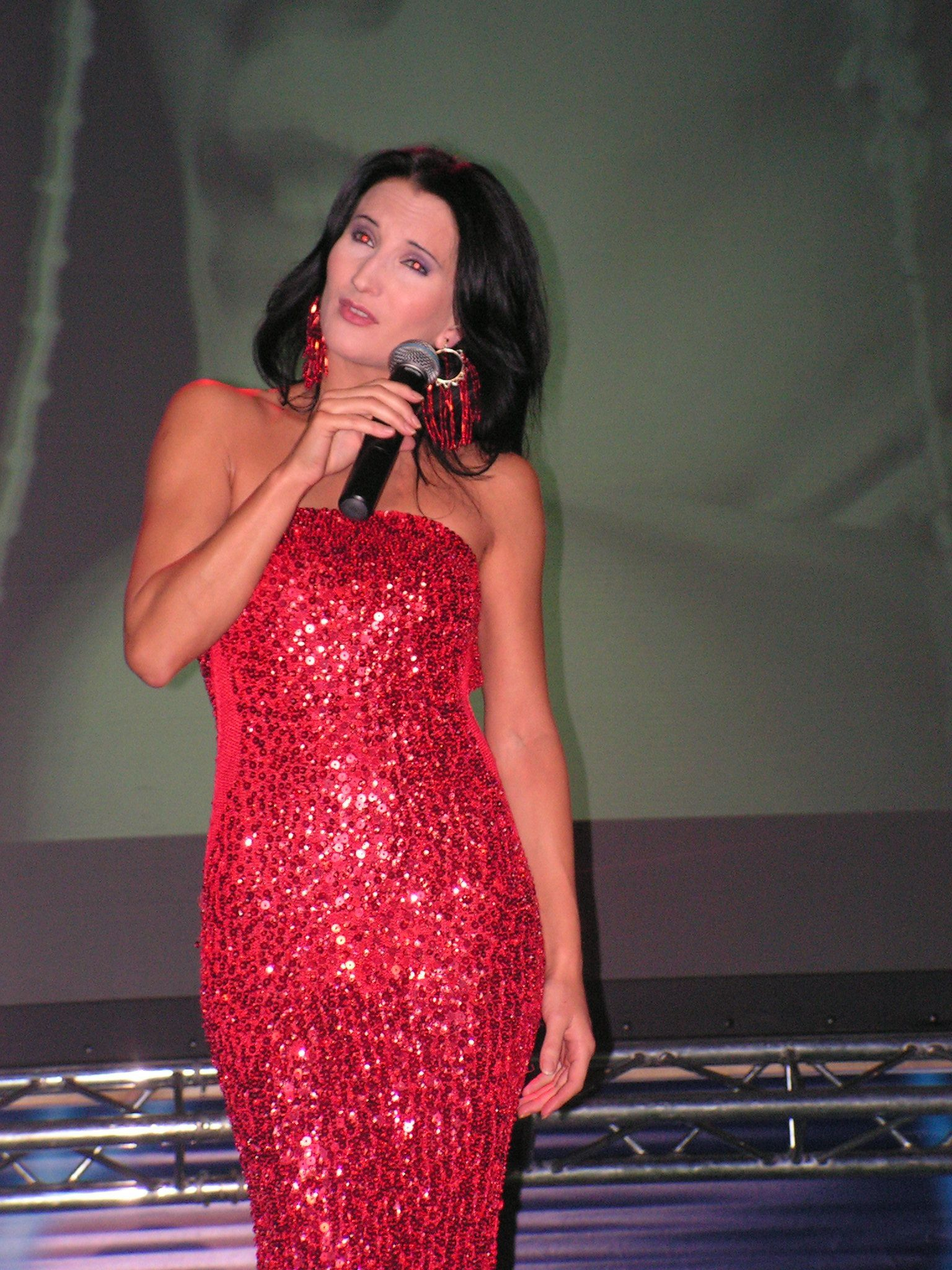
Justyna Steczkowska, najbardziej znana członkini rodziny Steczkowskich

Rodzina Steczkowskich – muzyczna rodzina pochodząca z Pogórza Karpackiego. Jej członkowie nagrywali, komponowali i koncertowali zarówno pod własnym szyldem, jak i z czołówką polskiej sceny muzycznej. Z rodziną Pospieszalskich co roku od grudnia do lutego odbywają serię koncertów, wykonując w aulach koncertowych i kościołach kolędy oraz pastorałki, często w niekonwencjonalnych aranżacjach i nowoczesnych brzmieniach.
25 lutego 2012 otrzymali tytuł Ambasadora Stalowej Woli.

## Przedstawiciele
- Agata Steczkowska – dyrygentka, pianistka, wiolonczelistka, kompozytorka
- Justyna Steczkowska – wokalistka, kompozytorka, skrzypaczka
- Magdalena Steczkowska – wokalistka, altowiolistka, kompozytorka
- Paweł Steczkowski – basista, kompozytor, wokalista
- Marcin Steczkowski – saksofonista, wokalista, skrzypek
- Jacek Steczkowski – lutnik, skrzypek, wokalista
- Maria Steczkowska – wokalistka
- Cecylia Steczkowska – wokalistka, skrzypaczka, lutnik, szewc
- Krystyna Steczkowska – wokalistka, skrzypaczka

## Dyskografia
- Kolędy i pastorałki (2000)